# Dartevellenia collaris
Dartevellenia collaris ist ein bei Schliefern vorkommender Spulwurm und einziger Vertreter der Gattung Dartevellenia. Die Gattung weist die typischen Merkmale der Crossophorinae auf, hat aber, im Gegensatz zur Schwestergattung Crossophorus, nur einen Blinddarm. Ein weiteres Unterscheidungsmerkmal sind die seitlichen Kutikula-Ausläufer am Schwanzende der Weibchen.